# Mauri

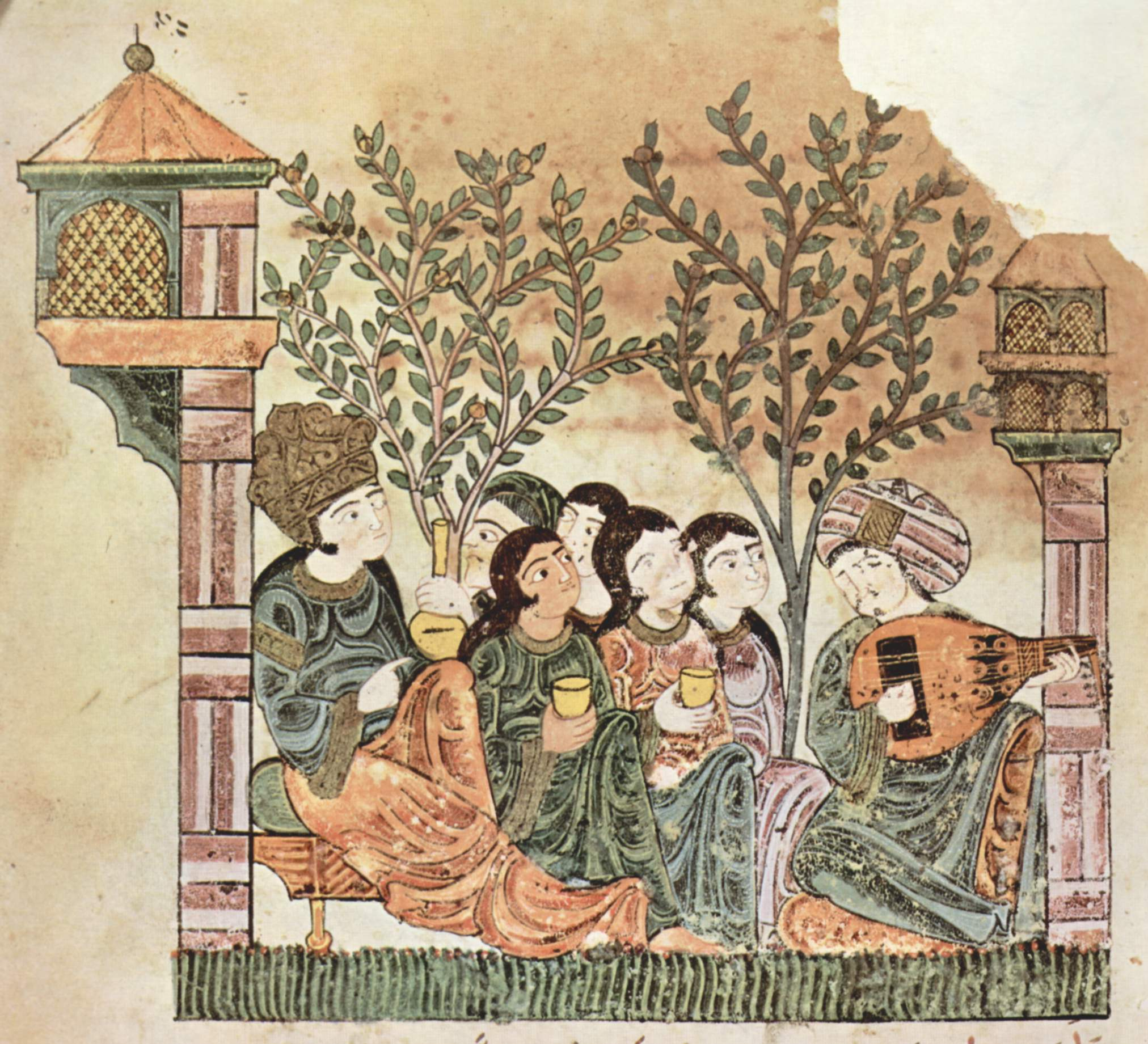
Mauri

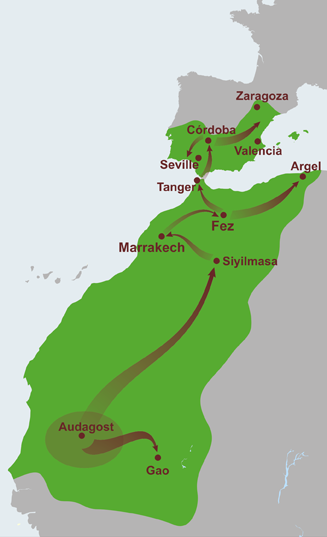

Sub denumirea de mauri erau cunoscute triburile de berberi nomazi din Africa de Nord, care au fost convertiți la Islam de arabi în secolul VII și care i-au sprijinit pe arabi în cucerirea peninsulei iberice ca trupe de luptă. O mare parte din ei au fost izgoniți din Spania în timpul domniei lui Ferdinand al III -lea de Castilia. De asemenea, în antichitate romanii și cartaginezii îi numeau mauri pe băștinașii berberi din nordul Africii.Termenul a fost aplicat la început berberilor iar apoi cuceritorilor musulmani. În urma expansiunii imperiului arab și a cuceririlor sale, cuvântul mauri desemna toți arabii în literatura medievală europeană. 
Etimologia în limba română indică sursa latină "maurus". Acest termen a fost preluat în multe dintre limbile Europei, cum ar fi termenul francez "maure", formă care se regăsește și în engleză sau germană.